# Fila

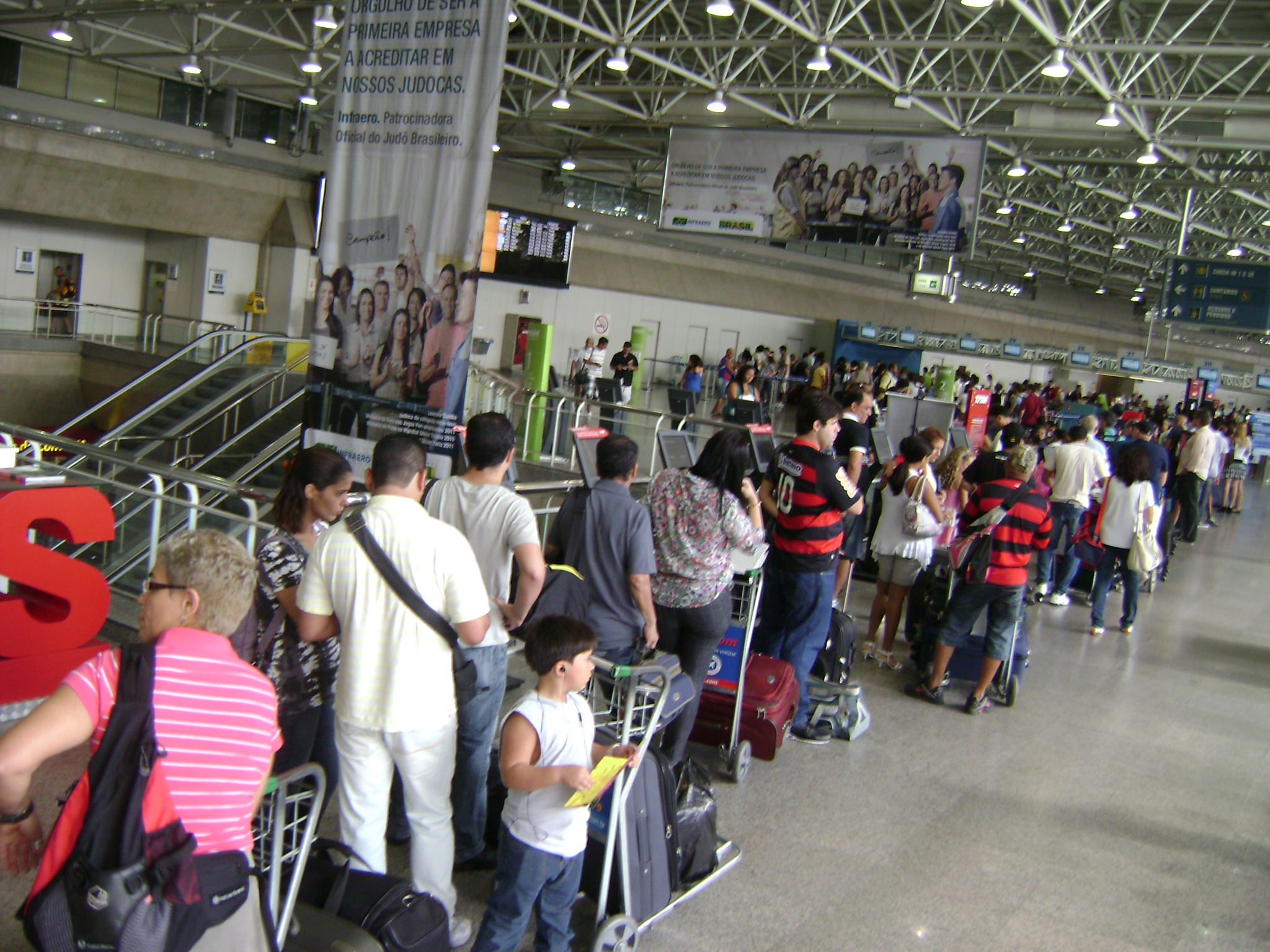
Fila para check-in no Aeroporto Internacional do Rio de Janeiro Tom Jobim/Galeão.

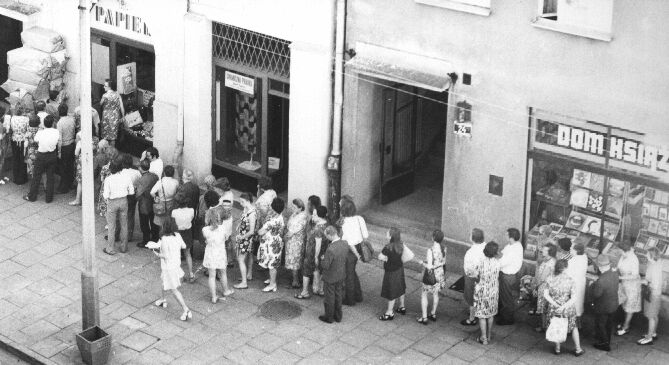
Cidadãos na Polônia formando fila.

A fila, conhecida como bicha em Portugal, é uma forma de pessoas organizarem-se na espera de algum serviço ou bem. Numa fila, o primeiro a chegar é o primeiro a ser atendido, implementado o conceito FIFO, num caso concreto. Na realidade o primeiro a chegar, sendo o primeiro a ser atendido, guarda-se o conceito de civilidade e direito, que só pode ser subvertido por meio de lei, que o caso da lei brasileira (Decreto-Lei n.º 135/99, de 22 de Abril) que manda que alguns cidadãos em especial tenham direito maior que os do que outros que chegaram anteriormente.[parcial?][carece de fontes?]
Em alguns lugares como, restaurantes, hospitais e bancos, pessoas que têm idade avançada, gestantes e portadores de necessidades especiais não são obrigados a esperar na fila, podendo ir direto ao atendimento do estabelecimento  ou esperar em uma fila específica para esta categoria da sociedade.